# Конституція Республіки Польща
Конституція Республіки Польща (пол. Konstytucja Rzeczypospolitej Polskiej або Konstytucja RP коротко) — чинна конституція Польщі, ухвалена 2 квітня 1997 року Національними зборами.
Основний державний документ Республіки Польща, схвалений 2 квітня 1997 р. Національними зборами Республіки Польща та прийнятий шляхом всенародного референдуму, який відбувся 25 травня 1997 р. Текст конституції було оприлюднено у Віснику законів Республіки Польща від 1997 р. (№ 78, позиція 483). Набрала чинності 17 жовтня 1997 р.